# ابرتوفند
اَبَرتوفند (به انگلیسی: Hypercane) یک کلاس فرضی از توفند شدید گرمسیری است که اگر دمای سطح دریا به حدود ۵۰ درجه سانتیگراد (۱۲۲ درجه فارنهایت) برسد، می‌تواند تشکیل شود؛ که این، ۱۵ درجه سانتیگراد (۲۷ درجه فارنهایت) گرمتر از گرمترین دمای ثبت شدهٔ اقیانوس است. چنین افزایشی می‌تواند ناشی از برخورد یک سیارک یا دنباله‌دار بزرگ، یک فوران بزرگ یک ابرآتشفشان، یک جریان زیردریایی سیل بازالتی بزرگ، یا گرم شدن گسترده زمین باشد. برخی گمانه‌زنی‌ها مبنی بر این که مجموعه‌ای از اَبَرتوفندهای ناشی از برخورد یک سیارک یا دنباله‌دار بزرگ در نابودی دایناسورهای غیر پرنده نقش داشته‌است.این فرضیه توسط کری امانوئل از MIT ایجاد شد که این اصطلاح را نیز ابداع کرد.